# Chhath

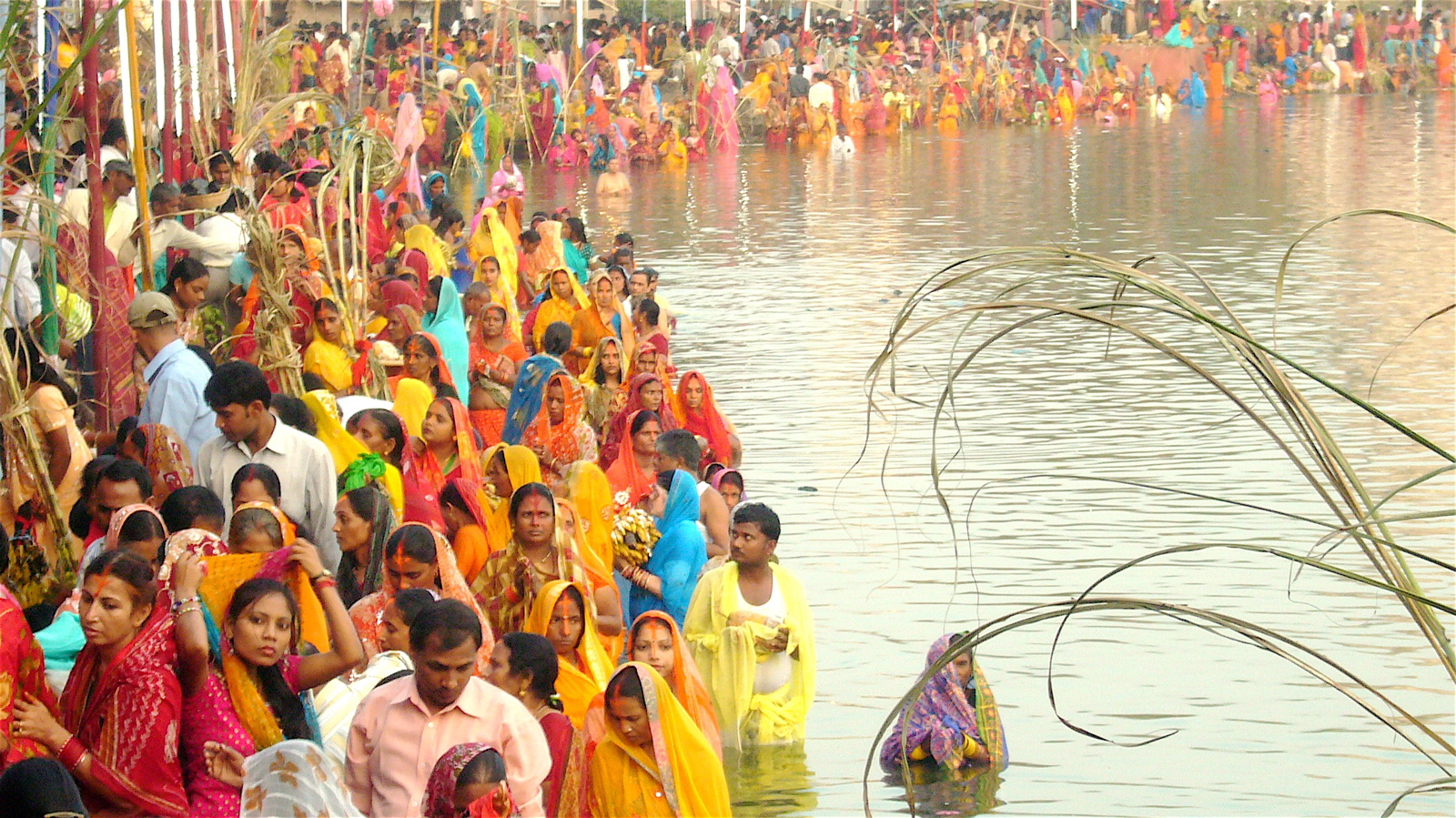
firande av Chhath

Chhath är en högtid inom hinduismen där utövarna dyrkar solen. Det är en familjefest som hålls i november. Troende visar sin respekt för solen och tackar för årets skörd. Under denna högtid förekommer mycket musik och dans. Solen får offergåvor som mat.